# New Old Songs
A New Old Songs a Limp Bizkit együttes első remix albuma, amely 2001-ben jelent meg az Interscope kiadónál.

## Számlista
1. Nookie - For the Nookie" (Remixed by The Neptunes)
2. Take A Look Around" (Remixed by Timbaland (Featuring E-40 and 8-Ball))
3. Break Stuff" (Remixed by DJ Lethal)
4. My Way - The P. Diddy Remix" (Remixed by P Diddy)
5. Crushed" (Remixed by Bosko)
6. N 2gether Now - All In Together Now" (Remixed by The Neptunes)
7. Re-Arranged" (Remixed by Timbaland (Featuring Bubba Sparxxx))
8. Getcha Groove On - Dirt Road Mix" (Remixed by DJ Premier (Featuring Xzibit))
9. Faith/Fame Remix" (Remixed by Fred Durst & Josh Abraham (Featuring Everlast))
10. My Way" (Remixed by DJ Lethal)
11. Nookie - Androids vs. Las Putas Remix" (Remixed by BUTCH VIG)
12. Counterfeit - Lethal Dose Extreme Guitar Mix" (Remixed by DJ Lethal)
13. Rollin' (DJ Monk-vs-THE TRACK MACK Remix)
14. My Way" (DJ Premier Way Remix)
15. My Way" (William Orbit's Mix)
16. My Way" (Pistols' Dancehall Dub)

A Three Dollar Bill, Yall albumon szerepel a 9-es és a 12-es szám eredeti változata.
A Significant Other albumon szerepel az 1-es, a 3-as, a 6-os, a 7-es és a 11-es szám eredeti változata.
A Chocolate Starfish and the Hot Dog Flavored Water albumon szerepel a 2-es, a 4-es, a 8-as, a 10-es, a 13-as, a 14-es, a 15-ös és a 16-os szám eredeti változata. 
A Crushed című szám eredetije az Ítélet napja című filmben hallható.